# 224-я стрелковая дивизия (2-го формирования)
224-я стрелковая Гатчинская Краснознамённая дивизия  — воинское соединение РККА, принимавшее участие в Великой Отечественной войне.
Условное наименование — войсковая часть полевая почта (в/ч пп) № 51481.
Сокращённое наименование — 224 сд.
Боевой период — с 12 декабря 1942 по 9 мая 1945 года.

## История
Сформирована 4 июля 1942 года на основании директивы Ставки ВГК № 0987938 от 26 июня 1942 года и телеграммы заместителя НКО СССР № орг/2/2124 от 1 июля 1942 года, на базе 116-й стрелковой бригады. Формирование дивизии проходило в городе Онега Архангельской области. В начале декабря 1942 года дивизия на кораблях под обстрелом немцев была переправлена по Ладожскому озеру от пристани Кобона до Осиновки.
12 января 1943 года Ленинградский и Волховский фронты начали операцию «Искра» с целью деблокировать Ленинград. Наступление 67-й армии на Мусталово не имело серьёзного успеха, поэтому в её состав из резерва Ленинградского фронта были включены свежие части, в том числе и 224 сд.
С 19.03.1943 по 04.04.1943 — в составе 55-й армии участвовала в боях по расширению прорыва блокады Ленинграда.
С 22.07.1943 по 22.08.1943 — в составе 55-й армии участвовала в Мгинской операции.
С 14.01.1944 по 30.01.1944 — в составе 42-й армии участвовала в Красносельско-Ропшинской операции, в ходе которой участвовала в освобождении городов Гатчина и Красное село. В январе 1944 за освобождение г. Гатчина дивизии было присвоено название «Гатчинская».
В конце июня 1944 года дивизия была включена из резерва Ленинградского фронта в состав 59-й армии, которая получила задачу по овладению островами Выборгского залива и созданию для фронта исходного положения для броска на побережье Финляндии.
Советское командование предполагало на первом этапе Выборгской операции захватить главные острова Выборгского залива. Чтобы помешать этому, противник срочно перебросил часть своих сил с материка на остров Тейкарсаари. В ночь на 1 июля отряд десантников из 185-го стрелкового полка 224-й дивизии и группа разведчиков из 260-й бригады морской пехоты под покровом темноты высадились на острове, сразу же овладев южной частью острова. Однако противник, предприняв ряд контратак, вынудил десантников покинуть Тейкарсаари.
Утром 4 июля был предпринят десант сразу на три острова — Тейкарсаари, Суонионсаари и Равансаари. В нём участвовали 143, 160 и 185-й стрелковые полки 224-й дивизии, по полку на каждый остров. Противник оказал упорное сопротивление, но несмотря на это к вечеру Суонионсаари и Равансаари были полностью захвачены. Развивая успех, 143-й и 185-й стрелковые полки захватили ещё несколько островов. При десантировании же на Тейкарсаари, которое производил 160-й стрелковый полк, возникли трудности, так как полк потерял связь со штабом армии и поэтому не смог вызвать на помощь артиллерию и авиацию. Более того, судно, на котором находились работники штаба полка, подорвалось на мине и затонуло. Тем не менее полку удалось занять южную и центральную части острова. Однако вскоре противник подтянул резервы и контратаковал 160-й сп, потеснив его на южную оконечность острова. 5 июля батальон 406-го сп 124-й сд высадился на остров и вскоре Тейкарсаари был взят.
В конце 1945 года дивизия была передислоцирована, в составе 97-го стрелкового корпуса, из Прибалтики в город Шуя Ивановской области, где весной 1946 года была расформирована.

## Состав
- 143-й стрелковый полк
- 160-й стрелковый полк
- 185-й стрелковый полк
- 111-й артиллерийский полк
- 253-й отдельный батальон связи (364-я отдельная рота связи)
- 46-я автотранспортная рота
- 47-й сапёрный батальон
- 205-я отдельная рота химической защиты
- 100-й дивизионный ветеринарный лазарет
- 1764-я полевая почтовая станция
- 76-й отдельный истребительно-противотанковый дивизион
- 44-й медико-санитарный батальон
- 96-я разведывательная рота
- 52-я полевая хлебопекарня
- 1718-я полевая касса Госбанка

## Подчинение
| Подчинение | Подчинение          | Подчинение        | Подчинение              |
| На дату    | Фронт (округ)       | Армия             | Корпус                  |
| ---------- | ------------------- | ----------------- | ----------------------- |
| 01.08.1942 | Архангельский ВО    | -                 | -                       |
| 01.09.1942 | Архангельский ВО    | -                 | -                       |
| 01.10.1942 | Архангельский ВО    | -                 | -                       |
| 01.11.1942 | Архангельский ВО    | -                 | -                       |
| 01.12.1942 | Архангельский ВО    | -                 | -                       |
| 01.01.1943 | Ленинградский фронт | -                 | -                       |
| 01.02.1943 | Ленинградский фронт | 67-я армия        | -                       |
| 01.03.1943 | Ленинградский фронт | 23-я армия        | -                       |
| 01.04.1943 | Ленинградский фронт | 55-я армия        | -                       |
| 01.05.1943 | Ленинградский фронт | 55-я армия        | -                       |
| 01.06.1943 | Ленинградский фронт | 55-я армия        | -                       |
| 01.07.1943 | Ленинградский фронт | 55-я армия        | -                       |
| 01.08.1943 | Ленинградский фронт | 55-я армия        | -                       |
| 01.09.1943 | Ленинградский фронт | 55-я армия        | -                       |
| 01.10.1943 | Ленинградский фронт | 55-я армия        | -                       |
| 01.11.1943 | Ленинградский фронт | 55-я армия        | -                       |
| 01.12.1943 | Ленинградский фронт | 55-я армия        | -                       |
| 01.01.1944 | Ленинградский фронт | -                 | 108-й стрелковый корпус |
| 01.02.1944 | Ленинградский фронт | 42-я армия        | 116-й стрелковый корпус |
| 01.03.1944 | Ленинградский фронт | 67-я армия        | 116-й стрелковый корпус |
| 01.04.1944 | Ленинградский фронт | 67-я армия        | 98-й стрелковый корпус  |
| 01.05.1944 | Ленинградский фронт | -                 | -                       |
| 01.06.1944 | Ленинградский фронт | 2-я ударная армия | 43-й стрелковый корпус  |
| 01.07.1944 | Ленинградский фронт | 59-я армия        | -                       |
| 01.08.1944 | Ленинградский фронт | 59-я армия        | 43-й стрелковый корпус  |
| 01.09.1944 | Ленинградский фронт | 59-я армия        | 43-й стрелковый корпус  |
| 01.10.1944 | Ленинградский фронт | 59-я армия        | -                       |
| 01.11.1944 | Ленинградский фронт | 23-я армия        | 115-й стрелковый корпус |
| 01.12.1944 | Ленинградский фронт | 23-я армия        | 6-й стрелковый корпус   |
| 01.01.1945 | Ленинградский фронт | 23-я армия        | 97-й стрелковый корпус  |
| 01.02.1945 | Ленинградский фронт | 23-я армия        | 97-й стрелковый корпус  |
| 01.03.1945 | Ленинградский фронт | 23-я армия        | 97-й стрелковый корпус  |
| 01.04.1945 | Ленинградский фронт | 23-я армия        | 97-й стрелковый корпус  |
| 01.05.1945 | Ленинградский фронт | 23-я армия        | 97-й стрелковый корпус  |

## Командиры
- Герасименко, Степан Иванович (01.07.1942 — 17.12.1943), подполковник, с 23.10.1942 полковник
- Бурмистров, Фёдор Антонович (18.12.1943 — 09.05.1945), полковник[7]

## Память
- Памятник в бухте города Высоцк
- Братская могила — мемориал в г. Высоцк
- Братская могила — мемориал в г. Приморск (Койвисто)
- Музей 224-й Краснознамённой Гатчинской стрелковой дивизии школы № 346 г. Санкт-Петербурга[8]
- Мемориал в пос. Сиверский, пр. Героев, у школы № 3. Здесь погребены солдаты и командиры 120-й Гатчинской и 224-й стрелковых дивизий, павшие при освобождении населённых пунктов Куприяновка, Большие и Малые Тайцы, Александровка.
- Мемориал «Гвоздика» Ленинградская обл., Гатчинский район, западная окраина п. Пудость
- Мемориал воинской славы Ленинградская обл., Гатчинский район, в центре п. Тайцы на Красносельском шоссе

## Отличившиеся воины
| Награда | Ф. И. О.                      | Должность                                                                                                | Звание                   | Дата награждения                 | Примечания |
| ------- | ----------------------------- | --- | ------------------------ | -------------------------------- | ---------- |
|         | Вотинов, Африкан Иванович     | командир отделения 143-го стрелкового полка                                                              | старший сержант          | 24.03.1945                       | [ 9 ]      |
|         | Гзиришвили, Иван Владимирович | Командир отделения взвода пешей разведки Помощник командира взвода пешей разведки 160 стрелкового полка. | старший сержант старшина | 31.01.1944 10.03.1944 24.03.1945 | [ 10 ]     |

## Награды и почётные наименования
| Награда (наименование)             | Дата                                                                      | За что награждена |
| ---------------------------------- | ------------------------------------------------------------------------- | --- |
| Почётное наименование «Гатчинская» | присвоено приказом ВГК № 012 от 27 января 1944 года                       | за отличие в боях с немецкими захватчиками при освобождении города Гатчина (Красногвардейск)                                               |
| Орден Красного Знамени             | награждена Указом Президиума Верховного Совета СССР от 22 марта 1944 года | за образцовое выполнение боевых заданий командования на фронте борьбы с немецкими захватчиками и проявленные при этом доблесть и мужество. |